# 味の加久の屋
株式会社味の加久の屋（あじのかくのや）は、青森県八戸市に本社を置く、魚介類加工品などを中心とした、八戸缶詰グループの食品メーカーである。

## 沿革
- 1981年11月 - 八戸缶詰の販売部門として独立し、設立。

## 主な商品
- 元祖いちご煮缶詰（主力商品）
- かに菊花漬
- カニ加工品
- ホタテ加工品 他

## 関連会社
- 八戸缶詰（親会社）
  - 八戸協和水産
  - 三星
  - SDハチカン
  - 小袖屋
  - シードル
  - ハチカン